# Eduard August von Regel

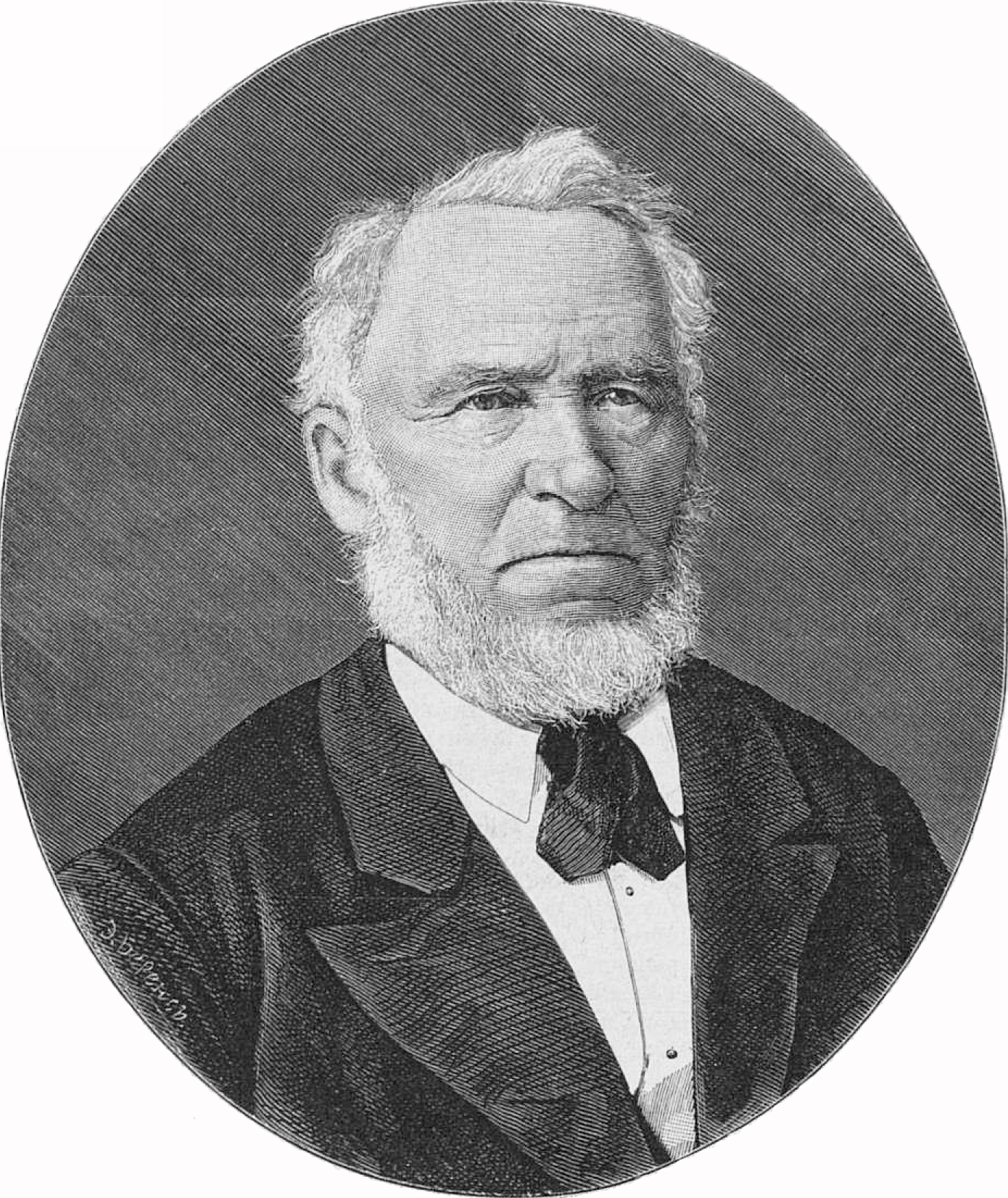

Eduard August von Regel (ur. 13 sierpnia 1815 w Gocie, zm. 27 kwietnia 1892 w Petersburgu) – niemiecki ogrodnik i botanik, działający w Rosji.
Jeden z twórców rosyjskiej pomologii. W 1863 założył na własny koszt ogród pomologiczny i szkółki w Petersburgu. Dyrektor ogrodu botanicznego w Petersburgu. Badacz flory Syberii, Dalekiego Wschodu i Azji Środkowej. Założył w 1843 czasopismo "Schweizerische Zeitschrift für Land- und Gartenbau", w 1846 "Zeitschrift für Landwirtschaft", w 1852 "Gartenflora", którą redagował do 1884. Współautor 2-tomowego wydawnictwa Allgemeiner Gartenbuch (1855–1868). Z zakresu systematyki i florystyki opublikował: Monographia Betulacearum (Petersburg 1861), Tentamen Florae Ussuriensis (Petersburg 1861), Alliorum Monographia (Petersburg 1875), Flora Turcestanica (Petersburg 1876).